# Floriano
Marco Annio Floriano Augusto (en latín: Marcus Annius Florianus Augustus), también conocido como Floriano, fue emperador romano entre julio y septiembre de 276. Era el medio hermano materno de su predecesor, Tácito, quien fue proclamado emperador a finales del 275, tras la inesperada muerte del emperador Aureliano. Después de la muerte de Tácito en julio de 276, presuntamente asesinado como consecuencia de un complot militar, Floriano se proclamó emperador, con el reconocimiento del Senado romano y gran parte del imperio. Sin embargo, pronto tuvo que lidiar con la revuelta de Probo, quien se levantó poco después del ascenso de Floriano al trono, con el apoyo de las provincias de Egipto, Siria, Palestina y Fenicia. Probo aprovechó el terreno de las Puertas Cilicias y el clima cálido de la zona, al que el ejército de Floriano no estaba acostumbrado, para socavar su moral y, gracias a ello, el ejército de Floriano se levantó contra él en septiembre de 276 y fue asesinado.

## Biografía

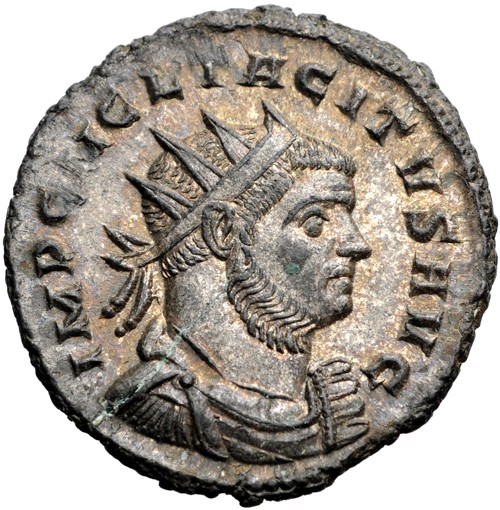
Antoniniano de Tácito. Leyenda: IMPerator Caesar Marcus CLavdius TACITVS AVGustus.

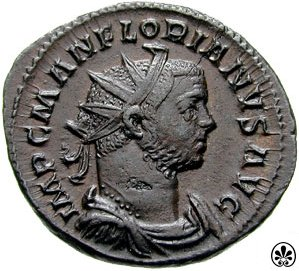
Antoniniano de Floriano.

Las fuentes clásicas contienen muy poca información sobre la vida y el reinado de Floriano. En la Historia Augusta se menciona varias veces que era hermano del emperador Marco Claudio Tácito Augusto. Sin embargo, un pasaje dice que era su medio hermano, versión preferida por los historiadores actuales, ya que tienen diferentes nombres genéricos. Algunos historiadores, como Ronald Syme, basándose en fuentes griegas, cuestionan la existencia de algún tipo de parentesco entre Tácito y Floriano. La Historia Augusta sugiere que Floriano tuvo muchos hijos.
A finales de 275, el medio hermano materno de Floriano, Tácito, fue proclamado emperador de Roma tras la inesperada muerte de Aureliano. Poco después, Tácito nombró a Floriano su prefecto del pretorio. Luego le ordenó que dirigiera tropas hacia Panonia, con el fin de repeler incursiones de los godos. Después de la muerte repentina de Tácito en julio de 276, supuestamente como consecuencia de un complot militar, Floriano se proclamó rápidamente emperador y fue reconocido como tal por el Senado romano y las provincias occidentales. Luego continuó haciendo campaña contra los godos, y como resultado, obtuvo una gran victoria antes de la noticia de la revuelta de Probo, un comandante exitoso que sirvió tanto bajo Aureliano como bajo Tácito, apoyada por las provincias de Egipto, Siria, Palestina y Fenicia.
A pesar de su experiencia militar, Probo se encontraba en una posición precaria, ya que contaba con el apoyo de solo una pequeña parte del Imperio, mientras que la otra gran parte respaldaba a Floriano. Probo también se aprovechó de su control del grano egipcio, que utilizó para cortar rápidamente el suministro de este cereal al resto del imperio. También llevó a sus tropas a Asia Menor para defender las Puertas Cilicias, lo que le permitió utilizar la guerra de guerrillas para librar una guerra de desgaste en lugar de una confrontación directa. Floriano condujo sus tropas a Cilicia y alojó sus fuerzas en Tarso. Sin embargo, muchos de sus soldados, que no estaban acostumbrados al clima cálido de la zona, enfermaron debido a una ola de calor en verano. Al enterarse de esto, Probo lanzó incursiones alrededor de la ciudad, con el fin de debilitar la moral de las fuerzas de Floriano. Esta estrategia tuvo éxito y Floriano perdió el control de su ejército y en septiembre se levantó contra él y lo mató.
En cuanto a la duración del reinado de Floriano, las fuentes contienen ciertas discrepancias. El Cronógrafo del 354 sugiere ochenta y ocho días, Eutropio alrededor de dos meses y veinte días, y Aurelio Víctor escribió alrededor de uno o dos meses. Los autores de la Prosopographia Imperii Romani proporcionan fechas específicas: del 7 de junio al 9 de septiembre de 276.

## Numismática
A pesar de la corta duración del reinado de Floriano, sus monedas sorprenden por su variedad. Algunas contienen imágenes e inscripciones que glorifican el coraje militar que tenía (latín: VIRTVS FLORIANI AVGusti). Otras lo nombran el «Pacificador del Mundo» (latín: PACATOR ORBIS) y el «Libertador del Siglo» (latín: RESTITVTOR SAECVLI). Algunas monedas afirman que las victorias siempre acompañaban al soberano (latín: VICTORIA PERPETVA). En resumen, podemos decir que las monedas reflejaban la esperanza de una próxima edad de oro que vino gracias al emperador. Una inscripción menciona el consulado de Floriano, fechado en 276, por lo que los informes de la Historia Augusta de que a Tácito no se le permitió nombrarle cónsul no parecen fiables.